# Pernille Breinholdt Mikkelsen
Pernille Breinholdt Mikkelsen (født 17. juli 1971) er en dansk jurist, der er departementschef i Udlændinge- og Integrationsministeriet. 
Hun blev cand.jur. fra Københavns Universitet i 1997.
Efter endt uddannelse blev politifuldmægtig i Rigspolitiet, men skiftede i 1999 til Justitsministeriet, hvor hun også var fuldmægtig. I 2001 blev hun fuldmægtig i det internationale kontor i Ministeriet for Flygtninge, Indvandrere og Integration. Hun blev i 2004 specialattaché ved Danmarks Faste Repræsentation ved Den Europæiske Union i Bruxelles. Hjemvendt blev hun i 2007 souschef i det internationale kontor i Ministeriet for Flygtninge, Indvandrere og Integration. Hun blev i 2008 forfremmet til kontocrhef, og rykkede i 2011 til en stilling som kontorchef i Justitsministeriet. I 2014 vendte hun tilbage til Rigspolitiet, hvor hun blev sekretariatschef i  direktionssekretariatet, inden hun i 2015 blev kommitteret i Justitsministeriet. Fra 2016 til 2020 var hun afdelingschef i politi- og strafferetsafdelingen i Justitsministeriet. Herefter var hun 2020-2021 stadsavokat og har siden 2021 været departementschef i Udlændinge- og Integrationsministeriet.